# غايتانو لانتسي
غايتانو لانتسي (بالإيطالية: Gaetano Lanzi)‏ (5 فبراير 1905 – 1980) هو ملاكم إيطالي راحل، مثّل بلاده في الألعاب الأولمبية الصيفية 1924.

## روابط خارجية
غايتانو لانتسي على موقع أوليمبيديا (الإنجليزية)